# فرح عبد المجيد
فرح عبد المجيد (من مواليد 16 يوليو 1992، في القاهرة) لاعبة إسكواش مصرية سابقة، وهي لاعبة نادي الجزيرة.

## مسيرتها
لعبت فرح عبد المجيد في جولات WSA العالمية من 2007 إلى 2016، وفازت بلقب خلال تلك الفترة. وصلت إلى أعلى مركز لها في التصنيف العالمي في المرتبة 51 في سبتمبر 2012. شاركت في عام 2010 في بطولة العالم، وكانت هذة المشاركة الوحيدة، وإقصايت في الجولة الأولى ضد نيكول ديفيد.
صعدت فرح إلى نهائي بطولة كيث جرينجر في عام 2015 المقامة بمدينة كيب تاون الجنوب أفريقية، في الوصافة خلف لاعبة جنوب أفريقيا المصنفة الأولى على البطولة سيولي واترز بعد الخسارة بنتيجة 3-0، وفازت في الدور الأول على لاعبة جنوب أفريقيا أليكسا بيينار 3-0، وفي ربع النهائي فازت على هنا عصام خضر 3-1، وفي نصف النهائي فازت على الجنوب أفريقية إيلاني لاندمان بنتيجة 3-0.
وشاركت فرح في بطولة شرم الشيخ لاسكواش السيدات في عام 2010، وتأهلت إلى الدور التمهيدي الثاني، كما شاركت في بطولة العالم سوهو سكوير لإسكواش السيدات في عام 2010، التي أقيمت في ملاعب سوهو سكوير بشرم الشيخ، وتأهلت إلى الأدوار الرئيسية. كما شاركت في الدور التمهيدي المؤهل لبطولة العالم للإسكواش في عام 2014. كما شاركت في الدور التمهيدي لبطولة الغردقة الدولية للإسكواش، وواجهة نهلة علاء في عام 2012.

## نجاحات
- فازت بلقبWSA: 1

## روابط خارجية
- فرح عبد المجيد على موقع squashinfo